# Síndrome do piriforme
Síndrome do piriforme é uma doença neuromuscular caracterizada pela compressão (encarceramento) do nervo ciático pelo músculo piriforme, causando dor, formigamento e dormência nas nádegas e ao longo do trajeto do nervo ciático pela perna. Muitas vezes os sintomas são agravados ao se sentar ou correr. É uma das causas da lesão do nervo ciático (CID-10 G57.0 e S74.0), sendo três vezes mais comum em mulheres, e atinge entre 5 e 36% dos adultos com dor crônica nas costas.
Uma história médica completa e exame físico são essenciais para o diagnóstico adequado. Exames complementares podem ser usados para diferenciar a síndrome do piriforme de outras causas de ciática, fraqueza nos membros inferiores e dor.
O tratamento pode incluir exercícios, alongamentos, fisioterapia, acupuntura, toxina botulínica e medicamentos, como analgésicos, relaxantes musculares e esteróides.

## Causa
A contração excessiva ou espasmo do piriforme pode ser causada por atividade excessiva ou lesão do local. Estima-se que 17% das pessoas tem o nervo ciático atravessando o piriforme, ao invés de apenas passando por baixo, porém o efeito dessa anatomia na doença é questionável. É um problema mais comum entre ciclistas, corredores e outros esportistas que exercitam muito as pernas.

## Diagnóstico
O diagnóstico é muitas vezes difícil, podendo ser feito de duas formas: por exame eletrofisiológico, conhecido como FAIR, que mede atraso na conduções do nervo ciático quando o músculo piriforme é esticado contra ele ou por ressonância magnética neurográfica, uma versão sofisticada de ressonância magnética, que destaca a inflamação e os próprios nervos. O critério mais importante para esse diagnóstico é a exclusão de dor ciática por conta da compressão/irritação das raízes nervosas (raízes lombossacrais) a nível da coluna vertebral, por uma hérnia de disco.

## Tratamento
Alívio da dor muscular e nervosa pode ser obtido com o uso de uma pomada anti-inflamatória ou de relaxante muscular na parte medial superior da perna. Alongamentos específicos, repouso e massagem também podem ajudar. Alguns médicos recomendam imobilizar o local até a dor passar. Em casos crônicos são recomendados exercícios para fortalecer os músculos adutores e rotadores do glúteo.
Caso não seja suficiente, outras opções incluem injeções de corticosteroides, imobilização do músculos com toxina botulínica ou uso de analgésicos mais fortes, como lidocaína. Raramente necessita de cirurgia para ressecar o músculo e descompressar o nervo.